# 奥林匹克大道桥
奥林匹克大道桥（英語：Olympic Avenue Bridge）是位于美国爱荷华州卡罗尔东北部的一座桥梁，长46英尺（14），跨越奥林匹克大道上的一条无名溪流，建立于1913年，是卡罗尔县的15座类似桥梁之一，于1998年列入國家史蹟名錄 。